# SMS Erzherzog Karl
 (avril 2020).
Si vous disposez d'ouvrages ou d'articles de référence ou si vous connaissez des sites web de qualité traitant du thème abordé ici, merci de compléter l'article en donnant les références utiles à sa vérifiabilité et en les liant à la section « Notes et références ».
Le SMS Erzherzog Karl était un cuirassé pré-dreadnought de classe Erzherzog Karl construit par l'Autriche-Hongrie en 1902.
SMS Erzherzog Karl a déplacé 10 472 tonnes de long (10 640 t). Elle mesurait 1(62,2 m) de 414 pieds 2 pouces, avait une poutre de 71 pieds 5 pouces (21,8 m) et un courant de braquage de 24 pieds 7 pouces (7,5 m). Elle était occupée par 700 hommes. Elle et ses sœurs étaient la dernière et la plus grande classe de pré-dreadnought construite par la marine hongroise austro, dépassant la classe des  d'environ 2 000 tonnes (1 968 tonnes de long).Les navires ont été propulsés par deux moteurs à vapeur à triple détente à deux arbres, quatre cylindres. Au cours des essais, ils ont développé 18 000 ihp (13 423 kW), qui ont propulsé le navire à une vitesse de 20,5 nœuds (38,0 km/h; 23,6 mph).Lors  essais, les moteurs d'Erzherzog Karl 's ont réussi à produire un noeud plus de vitesse que prévu à l'origine.

## Historique des services
Au début de la Première Guerre mondiale, Erzherzog Karl était dans la division III de la Flotte de bataille austro-hongroise.Elle est mobilisée à la veille de la guerre avec le reste de la flotte pour soutenir le vol du SMS Goeben et du SMS Breslau. Les deux navires allemands tentaient de sortir de Messine, qui était encerclée par les troupes britanniques, et de se rendre en Turquie. L'éclatement a réussi. Lorsque la flottille avait progressé aussi au sud que Brindisi dans le sud-est de l'Italie, les navires austro-hongrois ont été rappelés.En compagnie d'autres unités de la marine austro-hongroise, Erzherzog Karl prend part au bombardement d'Ancône le 24 mai 1915. Là, elle et ses sœurs ont déployé 24 cartouches de 240 mm de coques perforantes au signal et aux stations de sémaphore, ainsi que 74 obus de 190 mm destinés à des batteries de canon italiennes et d'autres installations portuaires.
Une mutinerie majeure parmi les équipages des croiseurs blindés stationnés à Cattaro, y compris Sankt Georg et Kaiser Karl VI, a commencé le 1er février 1918. Deux jours plus tard, les trois navires de classe Erzherzog Karl sont arrivés dans le port et ont aidé à la suppression de la mutinerie. À la suite de la restauration de l'ordre dans la base navale, les croiseurs blindés Sankt Georg et Kaiser Karl VI sont mis hors service et Erzherzog Karl et ses sœurs sont stationnées à Cattaro à leur place.Dans la matinée du 11 juin, l'amiral Miklis Horthy planifie un assaut majeur contre le barrage d'Otrante; les trois Erzherzog Karl s et les quatre cuirassés de classe Tegetthoff devaient fournir un soutien aux croiseurs de classe Novara. Le plan visait à reproduire le succès de la descente menée un an auparavant. Le plan de Horthy était de détruire la flotte de blocus en renouant les navires alliés aux croiseurs et aux navires plus légers, qui étaient protégés des canons plus lourds des cuirassés, y compris les canons de la classe Erzherzog Karl. Cependant, dans la matinée du 10 juin, le dreadnought Szent Istvon a été torpillé et coulé par un torpilleur italien. Horthy a estimé que l'élément de surprise avait été compromis, et a donc annulé l'opération.Il s'agissait de la dernière action militaire, les navires de classe Erzherzog Karl - étaient à prendre part à la participation et ils ont passé le reste de leur carrière au port de Pula.
Après la fin de la Première Guerre mondiale en novembre 1918, Erzherzog Karl est d'abord repris par la Yougoslavie en 1919, mais est ensuite cédé en réparation de guerre à la France.Erzherzog Karl s'est échoué à Bizerte lors de son voyage à Toulon et a finalement été démantelé in situ.